# Elio Zagato

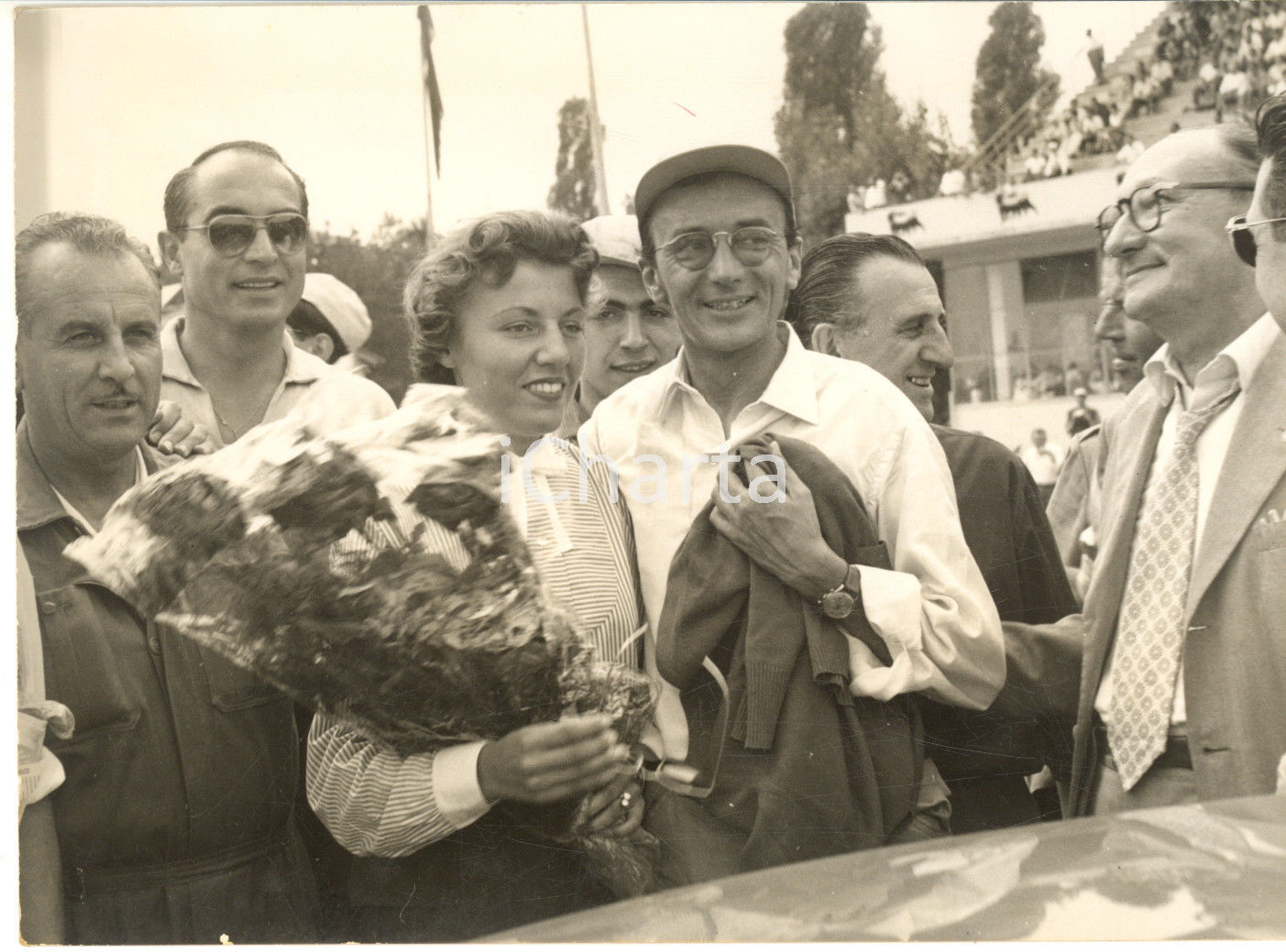
Elio Zagato, Gewinner des Coppa Intereuropa 1954. Sein Vater Ugo rechts davon.

Elio Zagato (* 27. Februar 1921 in Mailand; † 14. September 2009 ebenda) war ein italienischer Automobildesigner und -rennfahrer. Er war der älteste Sohn von Ugo Zagato, Gründer des Karosserieherstellers Zagato in Mailand.

## Unternehmer
Zusammen mit seinem jüngeren Bruder, Gianni Zagato (* 1929), trat er 1946/47 in das Unternehmen seines Vaters ein. Nach dem Tod des Vaters 1968 übernahm er die Führung der Gesellschaft. Zusammen mit seinem Vater hat er zahlreiche Fahrzeuge entworfen, die heute zu den automobilen Raritäten zählen, so u. a:
- Fiat 8V Zagato,
- Alfa Romeo 1900 SSZ,
- Ferrari 250 GTZ,
- Maserati A6G,
- Aston Martin DB4 GTZ,
- Alfa Romeo Sprint Zagato,
- Alfa Romeo 2600 Z,
- Alfa Romeo TZ,
- Lancia Appia Sport.

Er entwickelte gemeinsam mit seinem Vater in den 1950er Jahren die typische Designmerkmale eines Zagato. Neben Maßnahmen zur Gewichtseinsparung gehörten dazu das „Coda Tronca“ genannte Schrägheck und die „Double Bubble“, zwei Ausbeulungen im Dach über den beiden Vordersitzen. Er formulierte den Anspruch, dass sich die Karosserie eines Zagato von anderen Automobilen erkennbar unterscheidet. 

## Karriere als Rennfahrer
Elio Zagato war ebenfalls im Motorsport erfolgreich, insbesondere in der GT-Klasse. Er hat an 150 Wettbewerben teilgenommen, bei 82 davon war er Sieger. Er gewann in seiner Klasse u. a. die Targa Florio, die Coppa Intereuropa, die Coppa d’Oro delle Dolomiti und 1955 das AVUS-Rennen in Berlin. 
Nach seinem Tod 2009 hat sein Sohn Andrea Zagato die Führung des Unternehmens zusammen mit seiner Frau, Marella Rivolta-Zagato, übernommen.

## Statistik

### Einzelergebnisse in der Sportwagen-Weltmeisterschaft
| Saison | Team                   | Rennwagen               | 1   | 2   | 3   | 4   | 5   | 6   | 7   | 8   | 9   | 10  | 11  | 12  | 13  | 14  | 15  |
| ------ | ---------------------- | ----------------------- | --- | --- | --- | --- | --- | --- | --- | --- | --- | --- | --- | --- | --- | --- | --- |
| 1953   |                        | Alfa Romeo 1900         | SEB | MIM | LEM | SPA | NÜR | RTT | CAP |     |     |     |     |     |     |     |     |
| 1953   | 29                     | Alfa Romeo 1900         |     |     |     |     |     |     |     |     |     |     |     |     |     |     |     |
| 1954   |                        | Fiat 1100/103           | BUA | SEB | MIM | LEM | RTT | CAP |     |     |     |     |     |     |     |     |     |
| 1954   |                        | Fiat 1100/103           | DNF |     |     |     |     |     |     |     |     |     |     |     |     |     |     |
| 1955   |                        | Fiat 8V                 | BUA | SEB | MIM | LEM | RTT | TAR |     |     |     |     |     |     |     |     |     |
| 1955   |                        | Fiat 8V                 |     |     | 11  |     |     |     |     |     |     |     |     |     |     |     |     |
| 1961   | Scuderia Sant Ambroeus | Lancia Flaminia         | SEB | TAR | NÜR | LEM | PES |     |     |     |     |     |     |     |     |     |     |
| 1961   | Scuderia Sant Ambroeus | Lancia Flaminia         | 17  |     |     |     |     |     |     |     |     |     |     |     |     |     |     |
| 1962   | Scuderia Sant Ambroeus | Alfa Romeo Giulietta SZ | DAY | SEB | SEB | MAI | TAR | BER | NÜR | LEM | TAV | CCA | RTT | NÜR | BRI | BRI | PAR |
| 1962   | Scuderia Sant Ambroeus | Alfa Romeo Giulietta SZ |     |     |     | DNF |     |     |     |     |     |     |     |     |     |     |     |